# Kamyk na niebie
Kamyk na niebie (tyt. oryg. Pebble in the Sky) – pierwsza powieść fantastycznonaukowa autorstwa pisarza Isaaca Asimova, opublikowana w 1950. Jest to trzeci tom cyklu Imperium Galaktyczne.

## Wprowadzenie
Akcja dzieje się w czasach potęgi Imperium Galaktycznego. Ludzkość, skolonizowawszy wszystkie światy Galaktyki, zapomina o swoim wspólnym pochodzeniu. Popularna staje się inna teoria o genezie rodzaju ludzkiego:

Albo barbarzyńskie planety Wężownika, które ortodoksi długo uważali za przykłady prymitywnych ludzkich społeczności stadium przedgalaktycznego. Każdy podręcznik podawał je na dowód słuszności teorii Mergera, głoszącej, że ludzkość stanowi naturalne najwyższe stadium rozwoju życia na planetach tlenowo–wodnych, jeśli panują na nich odpowiednie temperatury i grawitacja. Wedle tej teorii wszystkie rasy ludzkie mogły swobodnie krzyżować się ze sobą, i w miarę rozwoju podróży międzyplanetarnych podobne krzyżówki zdarzają się coraz częściej.

Ziemia w tym czasie stała się buntowniczą planetą (tytułowym kamykiem na niebie) i jako jedyna zamieszkana promieniotwórcza planeta jest izolowana od reszty Imperium. Panujący tam fanatyczni kapłani wierzą, że to właśnie ona jest pierwotnym domem ludzkości. W wysokich Himalajach mieszka reprezentant Imperium – Prokurator Ziemi lord Ennius.

## Fabuła
Książka opowiada historię emerytowanego krawca Josepha Schwartza z Chicago, który wskutek wypadku w pobliskim Instytucie Badań Jądrowych zostaje przeniesiony w daleką przyszłość. Na skutek upływu czasu odnajdujący go ludzie (Loa i Arbin Maren) nie mogą się z nim porozumieć. Uznają go za umysłowo chorego i zgłaszają do instytutu dr. Shekta na ochotnika do eksperymentalnego zabiegu synapsyfikacji, mającej zwiększyć zdolność uczenia się.
Tymczasem na Ziemi przebywa Bel Arvardan, starszy członek Imperialnego Instytutu Archeologii, planując przeprowadzić badania archeologiczne. Popiera on tzw. teorię radiacyjną, sprzeciwiającą się teorii Mergera. Wierzy, że uda mu się dowieść wspólne pochodzenie gatunku ludzkiego. Podczas wizyty w mieście Chica spotyka on Schwartza i Polę, córkę dr. Shekta.